# Emil Johansson (ishockeyspelare)
Emil Johansson, född 6 maj 1996 i Växjö, uppvuxen i Åseda, är en svensk professionell ishockeyspelare som spelar för Liigalaget Vasa Sport.